# Lycodes bathybius
Lycodes bathybius är en fiskart som beskrevs av Schmidt, 1950. Lycodes bathybius ingår i släktet Lycodes och familjen tånglakefiskar. Inga underarter finns listade i Catalogue of Life.